# 南麂島
南麂島（ナンジとう/ナンキとう）は、浙江省温州市平陽県に属しており、一番近い陸地から約30海里離れた東シナ海上にある。同島は中国大陸の領海基点の一つである。

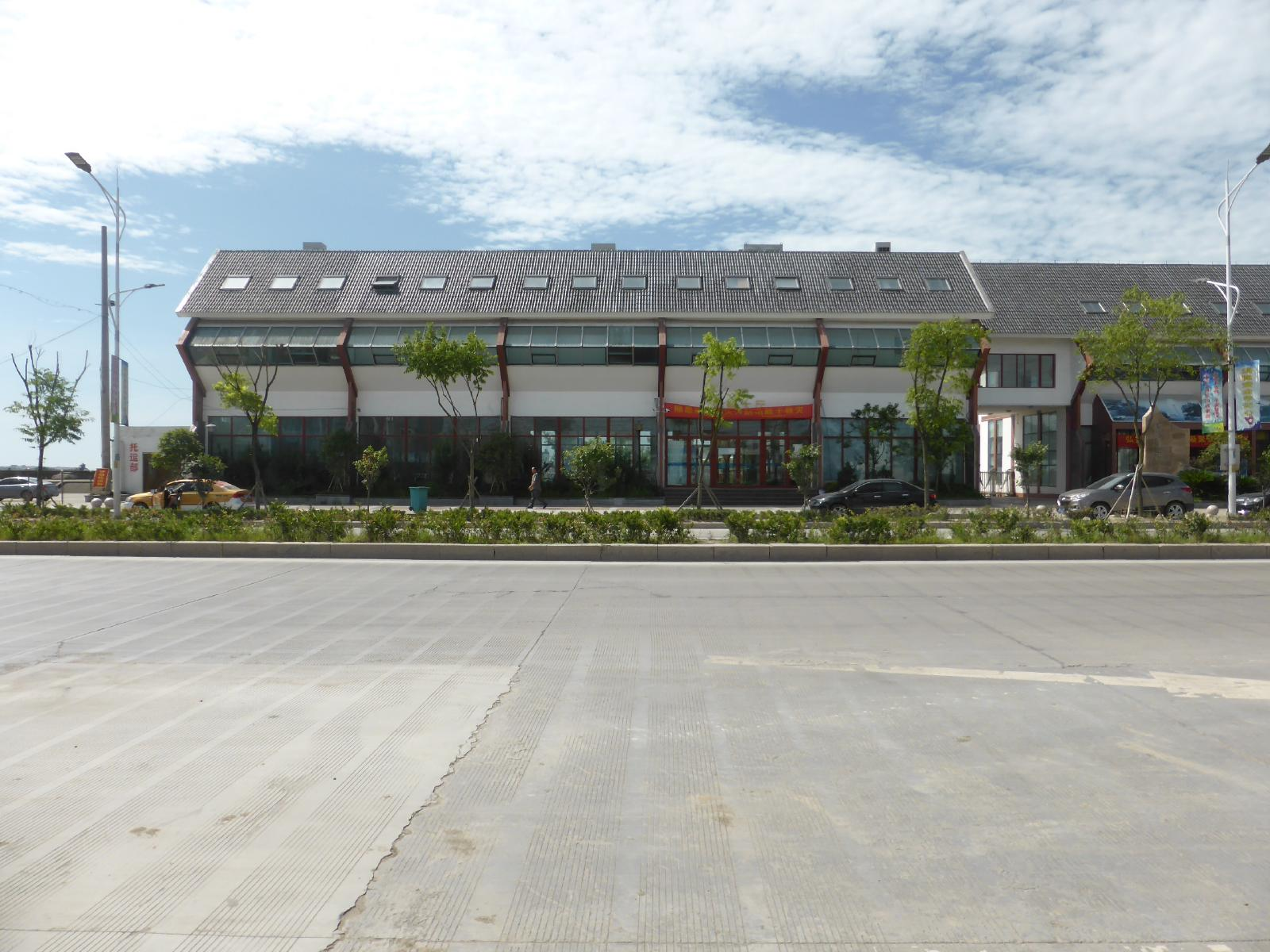
平陽県にある南麂島行き旅客船ターミナル

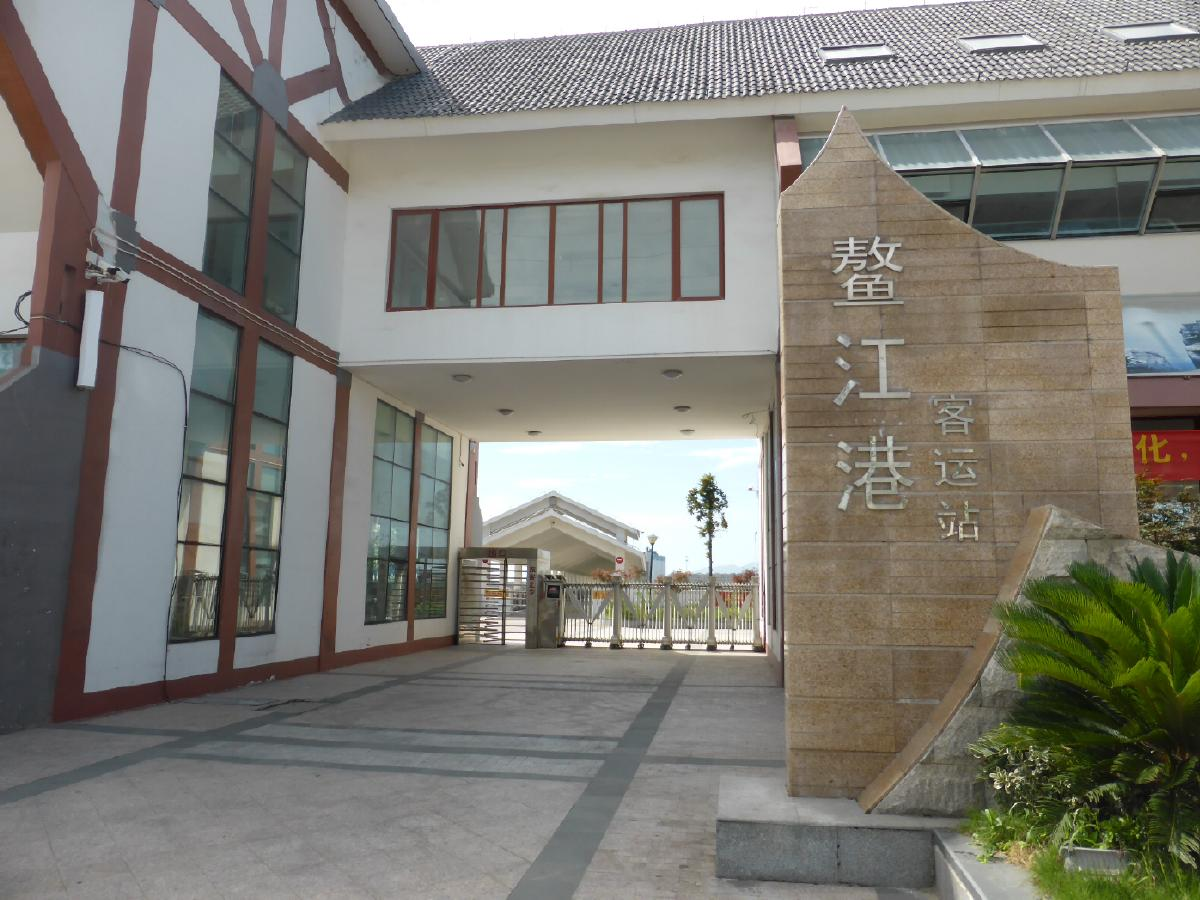
旅客船は鰲江港から出航する

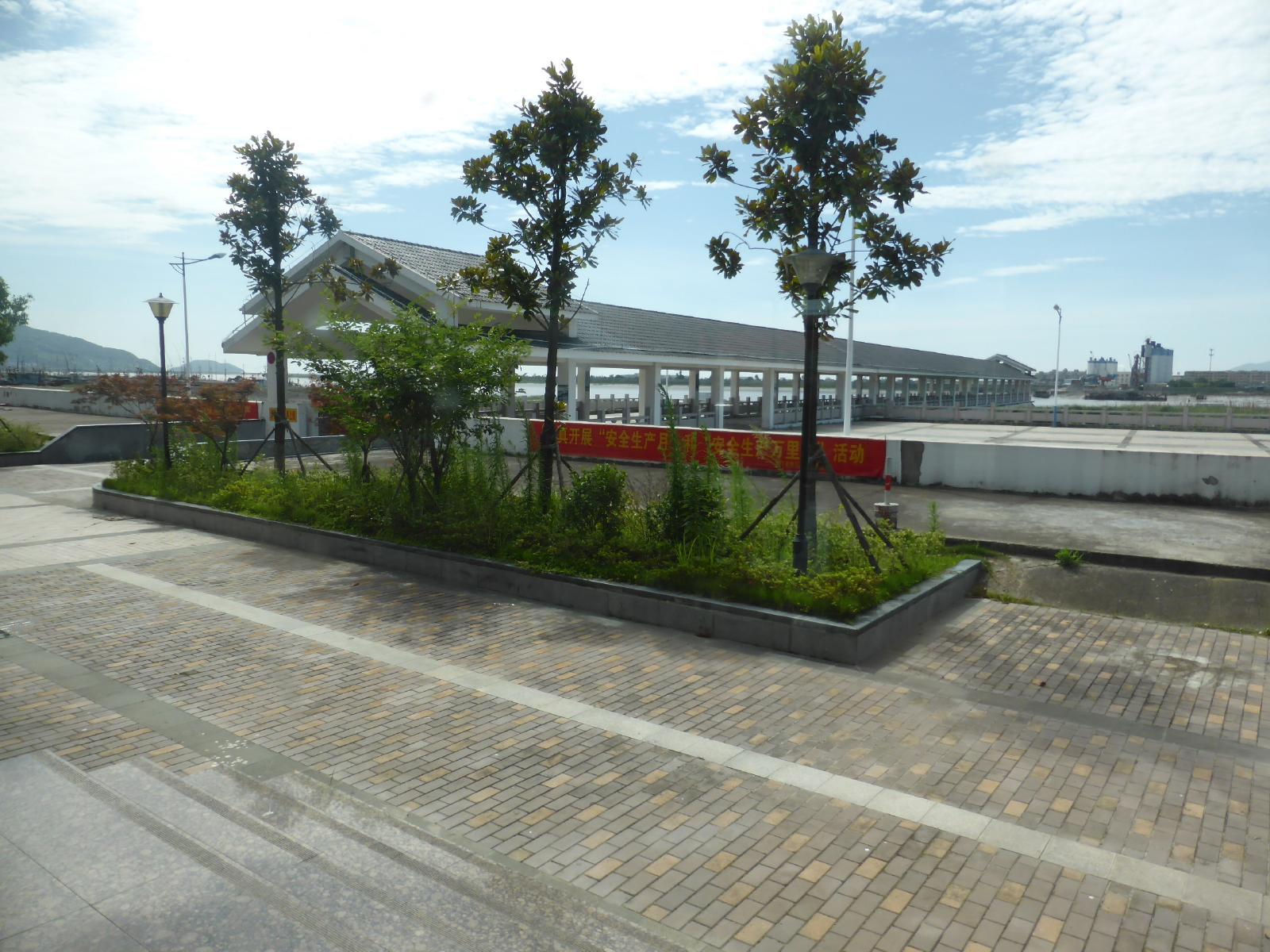
旅客船桟橋

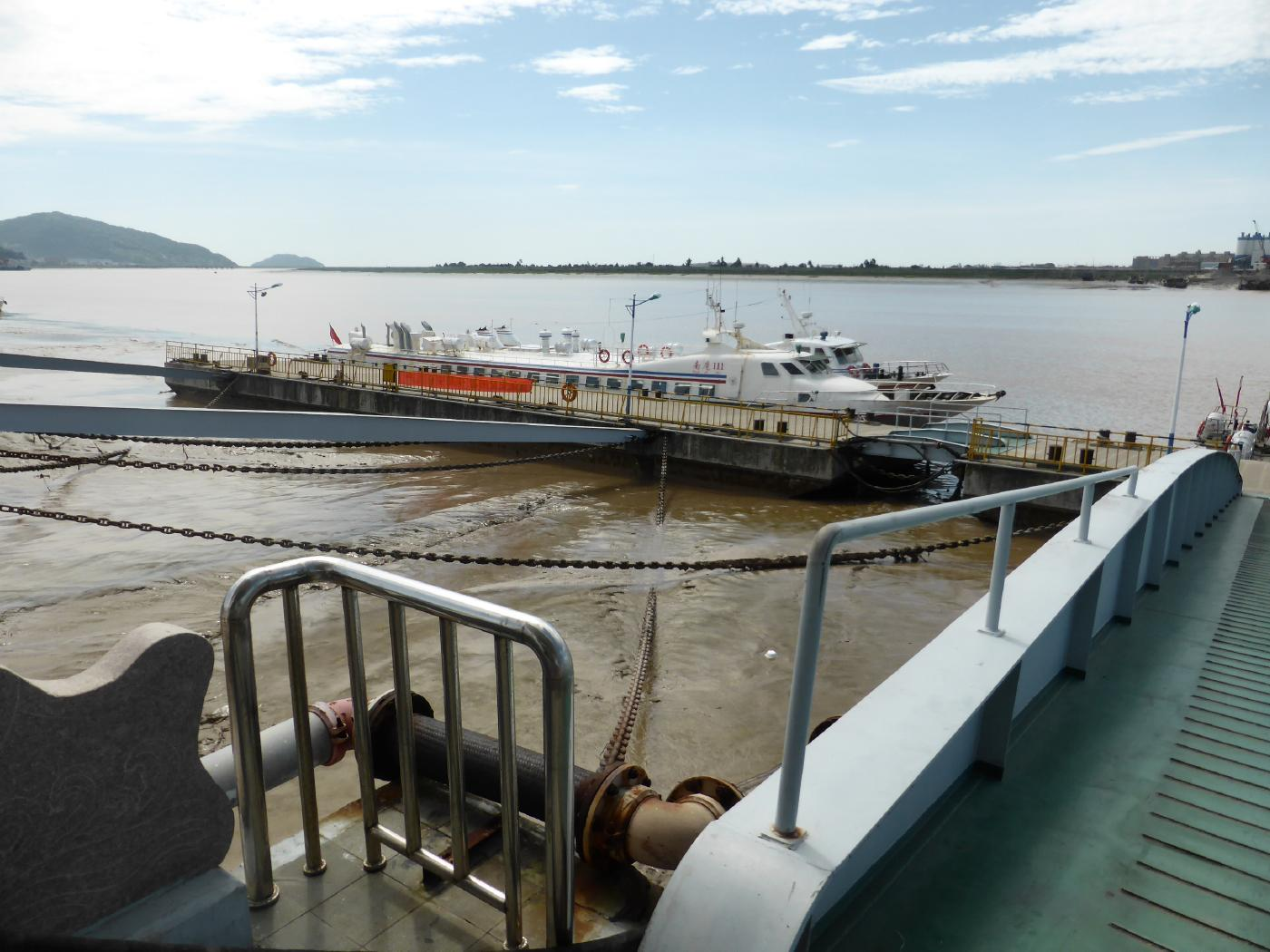
約1時間の船旅

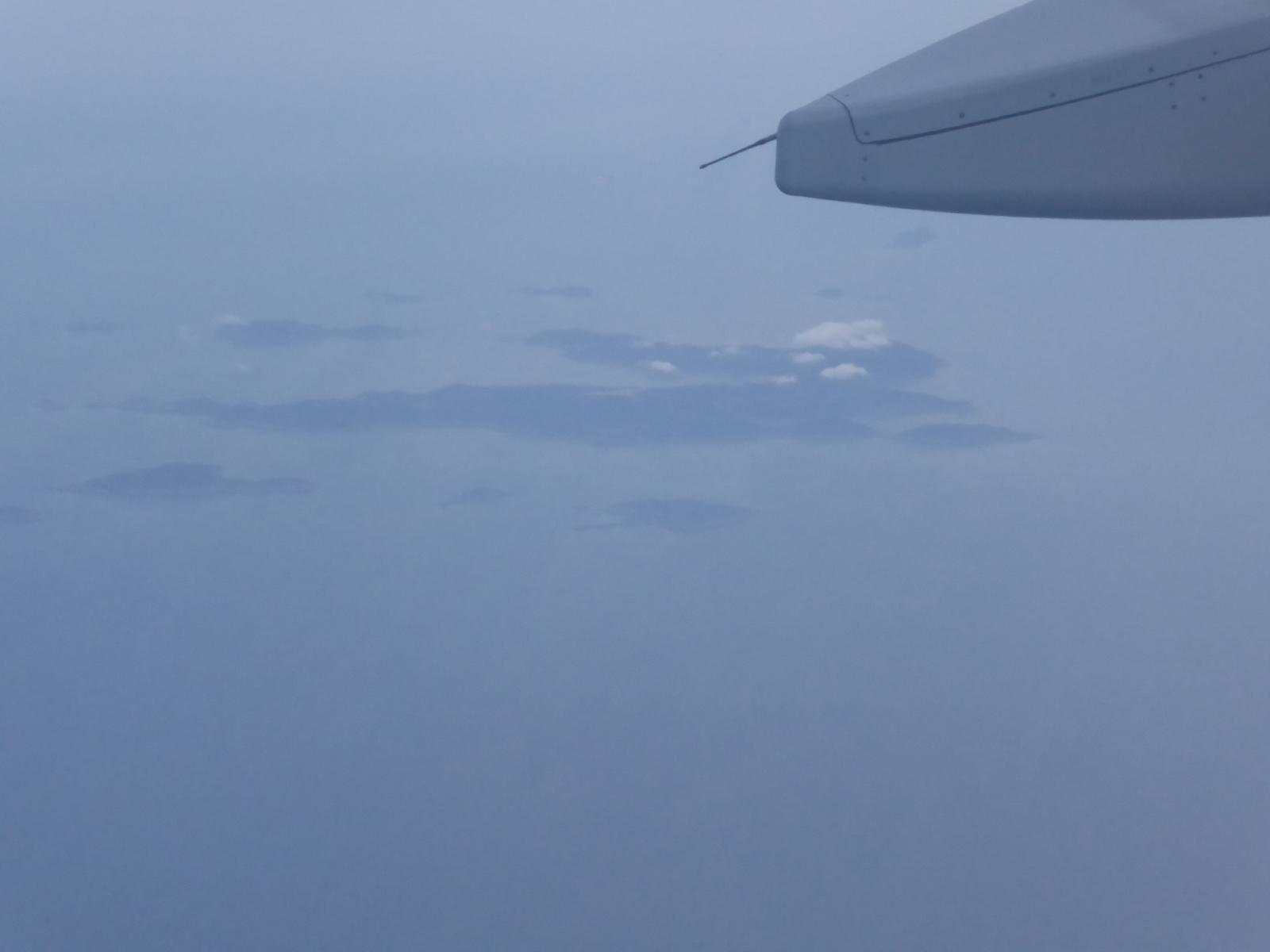
桃園空港から温州空港への機上から見る南麂島全景

## 概要
南麂島は周辺の島々を合わせて大小52島あり、周辺には多くの暗礁がある。陸地面積は11.13平方キロメートル。国家級自然保護区に指定されており、中国で最も美しい十大島のうちの一つ。夏は多くの観光客でにぎわう。沖縄県尖閣列島から約300㎞北西に位置する。1922年に上海商務印書館が発刊した『中華大地図』では、同島は「南箕島」と表記され、戦前の日本で作成された『二百万分一大東亜航空図三十六号』では「南麂列島」は「南岐列島」と表記している。また、『三国通覧図説』で同島は「南杞山」として記載されている。
低い丘陵地の島で、周辺の海域には暖流が流れ、海岸には浅瀬、岩石海岸、砂浜、砂利浜、岩礁、干潟が分布している。一帯には豊富な種類の貝類と藻類およびカラチョウザメ、ダブリーチョウザメ、シロハラウミワシ、クロサギが生息する。1998年にユネスコの生物圏保護区に指定され、2022年にラムサール条約登録地となった。

## 交通
最寄駅は温福線平陽駅。平陽県鰲江鎮塘外村にある鰲江港客運站からフェリーがある。南麂島で新たに建設された、全長20キロの島を一周する「虹の道路」が2020年7月に完成。

## 軍事拠点化
2014年12月21日、中国が軍事拠点の整備に着手したことが複数の中国筋より明らかになった。最新鋭のレーダーと超高速インターネット通信網をすでに設置。2014年秋には数百人の軍事関係者が上陸。ヘリポートを建設中である。さらに軍用機の滑走路建設計画がある。日米との有事を想定し危機対応力の向上と、東シナ海上空に設定した防空識別圏の監視の強化を狙っているとみられ、日米安全保障戦略に影響を及ぼすとみられる。以前は少数の海軍兵士が駐留するだけだったが2013年から空軍が進出。陸軍の展開をもにらんでおり、陸海空3軍の部隊をそろえる方針。

## 日本人拘束事件
2015年5月に同島で日本人が拘束された事件は、9月30日に日本の紙面で明るみに出た。拘束された日本人は愛知県出身（51）で、三重の私立大学卒業後、不動産関係の仕事をしていたが、程なくして上海と名古屋に支店を置く人材派遣会社と貿易の会社の役員として働く。そして南麂島で中国海警が建設中の基地周辺で写真撮影をしていたところ、巡邏中の軍部隊に発見され、軍事施設に侵入した現行犯で身柄を拘束された。2018年7月10日、浙江省杭州市の中級人民法院は被告に対して懲役12年の実刑判決、および約850万円の個人財産没収を言い渡された。